# Nyárádremete
Nyárádremete (1899-ig Köszvényes-Remete, románul Eremitu, németül Einsiedler) falu Romániában, Maros megyében, Nyárádremete község központja. A Nagy-Nyárád völgyének legészakibb községe, egyúttal a Felső-Nyárádmente legnagyobb települése.

## Fekvése
Marosvásárhelytől 34 km-re északkeletre, a Vityal-pataknak a Nyárádba ömlésénél fekszik, Szováta üdülővárostól 18 km, Szászrégentől pedig 25 km távolságra, a Bekecs (hegy) (1080 m) lábánál, a Mező-havas (1777 m) közelében.

## Története
1567-ben említik Remete néven először. Az 1719-es pestisnek a falu majd fele lakossága áldozatul esett. 1910-ben 1943, túlnyomórészt magyar lakosa volt. Az 1916-os román betöréskor határában magyar győzelmet hozó csata zajlott. A trianoni békeszerződésig Maros-Torda vármegye Nyárádszeredai járásához tartozott.

## Lakossága
1992-ben 1769 lakosából 1608 magyar, 139 cigány és 21 román volt. A község összlakossága 1992-ben 3912 lélek volt, a 2002-es népszámlálás adatai szerint pedig 3872, melyből 3592 magyar, 185 román, 90 cigány és 5 német nemzetiségű. A község falvaira lebontva a népességadatok a következők:
- Nyárádremete (Eremitu): összesen 1739, ebből 61 román, 1600 magyar, 78 cigány.
- Nyárádköszvényes (Mătrici): összesen 872, ebből 837 magyar.
- Mikháza (Călugăreni):	összesen 612, ebből 107 román, 490 magyar, 12 cigány és 3 német.
- Vármező (Câmpul Cetății): összesen 376, ebből 10 román, 366 magyar.
- Deményháza (Dămieni):	összesen 273, ebből 2 román, 270 magyar és 1 német.

## Látnivalók
- A Bekecs hegy tetején található Bekecs várának, valamint egy kápolnának maradványai. A hegy oldalában első világháborús lövészárkok. A tetőhöz közel két első világháborús síremlék ("hősök sírja"), elesett magyar katonák sírjai.
- Római katolikus temploma 1808 és 1812 között épült Nyulas Ferenc adományából. Nevezetessége a főoltár melletti 15. századi feszület, Veit Stoss nürnbergi művész munkája.
- A mai temető helyén egykor kis kápolna állott.
- A falu központjában, az út mellett áll az andezitből készült ezredévi emlékmű, amit 1896-ban, Magyarország ezeréves fennállásának emlékéül állítottak a helybeliek.
- Millenniumi emlékoszlopát 1996-ban felújították. Ekkor került rá a fehér márványból készült magyar címer és egy "1100 éve itt vagyunk" feliratú márványtábla.
- Az 1916-os román betörés emlékére a határban három emlékhelyet is építettek.
- A falu központjából több turistajelzés is indul. Az így jelzett utakon eljuthatunk a Vityál-várhoz [halott link], a Bekecs-tetőre, Tompa-tetőre, a Mező-havasra.

## Népszokások, hagyományok
- Húsvéti Határkerülés

Több más nyárádmenti falu szokása, de a nyárádremetei határkerülés sokban eltér azoktól. Egyházi processzióként megélt, ősrégi szokás, amit még a diktatúra idején is sikerült a közösségnek életben tartani és gyakorolni. Húsvét vasárnap hajnalban, öt órakor indulnak a templomból imádkozva és énekelve. A falu határát az egykori vetésforgó szerint négy részre osztott rend alapján veszik sorra, megszokott útvonalakon, így négy évente kerül sorra ugyanaz a határrész. A falubeliek körbehordozzák a határban a feltámadási szobrot, a körmeneti keresztet, a templomi-, valamint nemzeti színű lobogókat. Hirdetik a feltámadt Krisztus dicsőségét, valamint az Atya áldását és oltalmát kérik a vetésekre, a határra, a falura és lakosaira. A faluban és a határban útbaeső kő-, illetve fakeresztek előtt külön tisztelettel imádkoznak. A határkerülésnek megszokott, megszabott rendje van: mikor mit énekelnek, mit imádkoznak. Középúton, alkalmas helyen megállnak egy kis pihenőre, falatozásra. Ekkor a fiatalok mogyorófavesszőket vágnak és azokat feldíszítik az akkor nyíló tavaszi virágokkal. Ezeket magukkal viszik a faluba, mintegy hirdetve az ottmaradottaknak a tavasz megérkeztét. Útjukat tovább folytatva kilenc órára érnek a templomhoz, ahol a helyi plébános és az otthon maradott hívek fogadják a határkerülőket. A plébános köszöntő szavai és áldása után közösen megkerülik a templomot, majd a feldíszített mogyorófavesszőkkel együtt bemennek a templomba, ahol közösen ünneplik meg a húsvéti szentmisét.
A határkerülésnek Nyárádremetén erős közösség-összetartó ereje van. Sok innen elszármazott ilyenkor jön haza és vesz részt övéivel a határkerülésen.
- Bálok

Hagyomány szerint évente többször bált tartanak. Nem maradhat el a Karácsony és Húsvét elsőnapi bál, a búcsú utáni bál, a katalinnapi és farsangi bál, és főleg nem a szüreti bál, ami a legjelentősebb, és a környező vidékeken is nagy hírnévnek örvend.
- Szüretibál

A szüreti bál hagyomány szerint minden év szeptember első vasárnapján kerül megrendezésre. Mindig a csőszök szervezik meg, vagyis azok a legények, akik behívót kaptak - a regruták. Komolyan veszi a közösség a szabályt, miszerint egy legény csak a saját korabeliekkel lehet csősz, és csak egyetlenegyszer, amikor rákerül a sor. Éppen ezért van különös varázsa a nyárádremetei csőszségnek. A csőszlegények idejében kiválasztják, elhívják párjukat, a csőszlányokat. Manapság a bált megelőzi egy közel egy hónapos készülődés, amikor együtt néptáncokat és népdalokat tanulnak.
Szeptember első vasárnapja, a szüreti bál napja. Az a nap a csőszökről szól. A tíz órás ünnepi szentmise a csőszökkel és a csőszökért, a fiatalokért van. Abban az esetben, ha az illető korosztálynak elhunytja is van, a szentmise után a csőszök a temetőbe mennek, ahol megkoszorúzzák volt társuk sírját, imádkoznak, és harmonikaszóval eléneklik az elhunyt a kedvenc nótáját. Ezt követően a csőszpárok ebédelni mennek a legény családjához. Délután négy óra körül a csőszök a vármezői eltérő előtti réten gyülekeznek, ahová családtagok, barátok felhozzák a szalagokkal feldíszített lovakat. Fényképezkedés után végigvonulnak Nyárádremetén, majd Nyárádköszvényes főterén fordulnak vissza Nyárádremetére. A kultúrotthonhoz érkeznek, ahol a csőszök gólyával mennek be a terembe, és a csősztánccal kezdetét veszi a bál délutáni része. Este kilenc órakor elhallgat a zene, véget ér a bál első fele, mert a csőszök vacsorázni mennek a lány családjához. Tíz órakor kezdődik a tulajdonképpeni mulatság. Tizenkét órakor a csőszök megismétlik a csősztáncot. A bál folyamán hagyományos módon szőlőt árulnak, valamint a három "koronából" egyet elárvereznek, egyet pedig tombolán sorsolnak ki.
- Ötven évesek találkozója

Évről évre május hónapban megrendezésre kerül az ötven évesek találkozója. Az 1934-ben született ötvenévesek kezdeményezték, azóta hagyománnyá alakult. Ilyenkor minden ötven éve született kortársat meghívnak egy közös hálaadásra a falu római katolikus templomába, majd emlékezni, ünnepelni.
- Falunapok

Újabb keletű ünnepély. 2000 után került először megrendezésre általában május folyamán, a templombúcsút (áldozócsütörtök - Urunk mennybemenetele) követő napokban. Programját rendszerint kulturális- és sportrendezvények, valamint bál, illetve koncertek alkotják.

## Neves személyiségek
- Dr. Nyulas Ferenc (1758–1808) 1758. július 25-én született. Iskoláit Kolozsvárott kezdte, majd Bécsben és Pesten folytatott orvosi tanulmányokat. 1788-ban avatták orvosdoktorrá. 1806-tól – 1808. december 27-én bekövetkezett haláláig – Erdély főorvosa volt Kolozsvárott.[3]
- Ft. Bírtók Ferenc (1919–1999) - római katolikus esperes-plébános. 1944 december 10-én Mindszenty József bíboros a veszprémi börtön rabjaként szentelte pappá négy társával együtt, akik ezért jó 26 km-t gyalogoltak. Papságát a fennálló hatalom börtönbüntetéssel és egyéb zaklatásokkal tette értékesebbé. Brassó, Maroshévíz, Ditró, Borszék és Búzásbesenyő lelkipásztora volt. Idős, nyugalmazott éveiben szülőfalujában tevékenykedett.
- Dr. Birtók Kovács Ferenc (1919–2009) jogász, volt nyárádremetei gimnázium-igazgató, monográfiaíró (Nyárádremete monográfiája, Státus, Csíkszereda, 2003), helytörténeti vonatkozásokban gazdag önéletrajzi fogantatású munkája (Aládúcolt élet, tilalmas ösvények, Státus, Csíkszereda, 2004).
- Dr. Kakucs Lajos történész, ma Németországban, Rüsselsheim városban él. Nyárádremete legfrissebb, tudományos igényű monográfiájának szerzője. (Nyárádremete. Falumonográfia, Mentor Kiadó, Marosvásárhely, 2008)
- Cseresznyés Pál (1941–2016) itt született a marosvásárhelyi fekete március egyik legismertebb magyar alakja, akit hat évre ítéltek a verekedésben való részvételéért.
- Dr. Ferencz László (1961–) vegyészmérnök, a kémia tudományok doktora, egyetemi tanár Marosvásárhelyen.
- Ferencz Gábor (1959–) közgazdász, a Maros megyei Vámigazgatóság vezérigazgatója, Marosvásárhely.
- Fr. Kakucs Béla-Szilveszter OFM, rendházfőnök, Kaplony.
- Kakuts Ágnes (1939–2019) színművész.[4][5]
- Kacsó István kortárs képzőművész, a nyárádremetei templom "Keresztelő" c. képének szerzője.

## Testvértelepülések
- Mártély , Magyarország
- Plougastel-Daoulas , , Franciaország

## Monográfiák. Ajánlott irodalom
- Dr. Bírtók Kovács Ferenc, Nyárádremete monográfiája, Státus, Csíkszereda, 2003.
- Molnár Miklós, Eremitu - Nyárádremete község keletkezésének és fejlődésének története, Marosvásárhely, 1932.
- Orbán Balázs, A Székelyföld leírása IV., Pest, 1868. / Sepsiszentgyörgy, 1993. - Ld. Köszvényes-Remete környéke címszó:
- Léstyán Ferenc: Megszentelt kövek: A középkori erdélyi püspökség templomai I–II. 2. bőv. kiadás. Gyulafehérvár: Római Katolikus Érsekség. 2000.  ISBN 973-9203-56-6
- Kakucs Lajos, Nyárádremete. Falumonográfia, Mentor Kiadó, Marosvásárhely, 2008.